# Lewi Icchak ben Meir
Lewi Icchak ben Meir z Berdyczowa zwany Berdyczewer rebe (ur. 1740 w Hoszakowie, zm. 1810 w Berdyczowie) – rabin, cadyk, uczony, przywódca chasydów.

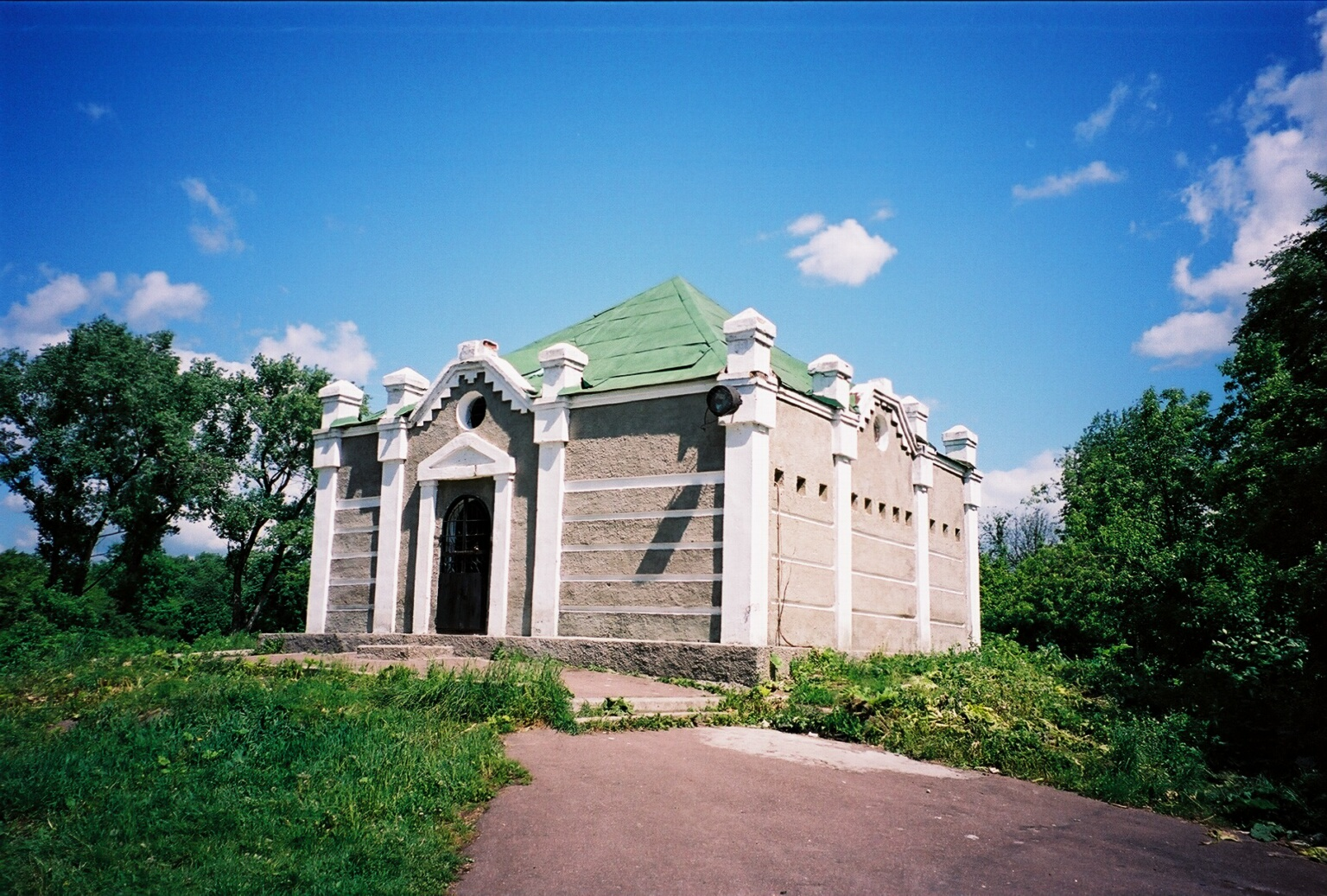
Mauzoleum Lewiego na cmentarzu w Berdyczowie

## Życiorys
Urodził się w Hoszakowie na Podolu. Wychował się w rodzinie z szanowanej rodziny rabinackiej. Od najmłodszych lat był kształcony w tym kierunku. Ożenił się z córką Szneura Zalmana z Ladów. Kontynuował studia religijne w domu teścia w Lubartowie. Dzięki Samuelowi Szmelke Horowitzowi, rabinowi z Ryczywołu nad Wisłą, poznał nauki chasydzkie. W 1766 roku wyjechał do Międzyrzecza, na dwór Magida Dow Bera, gdzie został jednym z najbliższych uczniów wielkiego cadyka. Był chyba najbardziej oryginalnym jego uczniem i wielkim ekstatykiem.
Po wyjeździe Samuela Horowitza do Nikolsburga, reb Lewi Icchak na krótko zastąpił go w na stanowisku rabina. W 1772 roku (lub 1770) przewodniczył gminom żydowskim w Żelechowie na Mazowszu oraz od 1780 w Pińsku na Polesiu. W Żelechowie oficjalnie występował już jako cadyk. Jego skuteczna propaganda chasydyzmu sprawiła, że uważany jest za założyciela tego ruchu w Polsce centralnej. W 1781 roku odbyła się w podwarszawskiej Pradze publiczna debata na temat nauki chasydyzmu z zagorzałym mitnagdem Abrahamem Katzenellenbogenem, rabinem z Brześcia Litewskiego, po której obaj ogłosili się zwycięzcami. Z każdej z tych posad musiał rezygnować z powodu prześladowań ze strony środowisk ortodoksyjnych. Konflikt między odłamami wiary żydowskiej był bardzo zacięty. Za atakami na chasydów stali misnagdzi, skupieni wokół duchowego przywódcy, rabina Elijahu ben Szlomo Zalmana, Gaona z Wilna. To on w 1772 roku doprowadził do obłożenia chasydów klątwą, która wykluczyła ich ze społeczności żydowskiej. Chasydów uznano za sektę, głoszącą herezję i negującą zasady judaizmu. Potępiano zmiany liturgii, używanie modlitewnika sefardyjskiego, studiowanie Kabały w miejsce Tory. Rabini spierali się co do prawowierności chasydów, a miejscowi tradycyjni Żydzi rujnowali im domy, napastowali fizycznie i wyganiali ze swoich terenów. Taki los spotkał Lewiego Icchaka w Pińsku.
Na zaproszenie żydowskiej gminy miasta Berdyczów Lewi Icchak ben Meir objął urząd rabina i pełnił go aż do śmierci w 1810 roku. Propagował chasydyzm, przekonując ludzi o radości płynącej z bycia Żydem i wypełniania przykazań boskich. Popularność przyniosły mu pieśni w jidysz, w których przedstawiał rzeczywistość jako przejaw boskiej istoty. Niektóre z tych utworów wykonuje się do dziś, tak jak pieśń A Dudele na koniec szabatu (Hawdalę). Przypisuje mu się autorstwo także tzw. Kadyszu rebego Lewiego Icchaka oraz modlitwy Got fun Awrom, którą odmawiają w jidysz żydowskie kobiety na zakończenie szabatu.
Nauczał, że w każdym człowieku tkwi dobro i nim właśnie należy zwalczać wszelkie przejawy zła. Tak jak wszyscy chasydzi, cadyk uważał śpiew i taniec za przejaw głębokiej religijności, a ekstazę modlitewną za sposób przybliżenie się duszy ludzkiej do Boga (hebr. dewekut – przylgnięcie). Cadyk berdyczowski potrafił nawiązać kontakt z prostymi ludźmi i był znany jako człowiek niewywyższający się nad innych. Legenda utrwaliła go jako pełnego radości, mistycznego uwielbienia Pana i żarliwie wierzącego w dobro człowieka. Sam był pełen dobroci, rzadko gromił swoich uczniów, a w każdym potrafił doszukać się pozytywnych cech.
Lewi Icchak z Berdyczowa odznaczał się również odwagą publiczną. Zasłynął jako obrońca Żydów. Z równą żarliwością wykłócał się w imieniu swojego narodu tak z misnagdami, jak i władzami carskimi. Zorganizował spotkanie rabinów, którzy radzili na temat antyżydowskich praw dotyczących możliwej „strefy osiedlenia”, wprowadzonych na terenie całego Imperium Rosyjskiego. Obok takich działań, które były praktycznymi próbami ulżenia doli Żydów, Lewi Icchak walczył o swoich podopiecznych również na poziomie mistycznym zarzucając Bogu, iż za ciężko doświadcza naród żydowski.
Nawet według przeciwników chasydyzmu Berdyczewer był wybitnym uczonym. Jego najważniejsze dzieło to zbiór kazań Keduszat Lewi.
Lewi nie założył dynastii i nie wyznaczył żadnego ze swych synów jako następcy. Po śmierci cadyka, w 1810 r., gmina żydowska postanowiła nie zapraszać już nowego rabina, który jak powszechnie uważano, nie dorównałby wielkiemu poprzednikowi.
Dzięki legendarnej postaci cadyka Lewiego Icchaka ben Meira Berdyczów stał się świętym miastem, stolicą ruchu chasydzkiego we wschodniej części Europy: Jeruszalajim be-Wolin – „Jerozolimą Wołynia”.
Lewi Izaak był autorem m.in. Keduszat Lewi (Świętość Lewiego).